# North Kensington (Maryland)
Pour l’article homonyme, voir North Kensington.
 (juillet 2025).
North Kensington est une census-designated place située dans le comté de Montgomery, dans l’État du Maryland, aux États-Unis. Lors du recensement de 2020, elle comptait 9 497 habitants.